# III liga polska w piłce nożnej (grupa I)
Grupa I III ligi – jedna z czterech grup III ligi piłki nożnej, które są rozgrywkami czwartego poziomu ligowego piłki nożnej mężczyzn w Polsce.
Grupa ta powstała w 2016 roku, gdy po sezonie 2015/16 w wyniku reorganizacji rozgrywek III ligi piłki nożnej w Polsce Grupa V (nieoficjalna nazwa: podlasko-warmińsko-mazurska) została połączona z Grupą VI (nieoficjalna nazwa: łódzko-mazowiecka).
Za rozgrywki toczące się w tej grupie odpowiedzialny na przemian jest: Łódzki Związek Piłki Nożnej z siedzibą w Łodzi, Mazowiecki Związek Piłki Nożnej z siedzibą w Warszawie, Podlaski Związek Piłki Nożnej z siedzibą w Białymstoku oraz Warmińsko-Mazurski Związek Piłki Nożnej z siedzibą w Olsztynie, a występuje w nich 18 drużyn z województw: łódzkiego, mazowieckiego, podlaskiego i warmińsko-mazurskiego.

## Mistrzowie ligi
| Sezon             | Poziom | Mistrz                        | Wicemistrz                 | 3. miejsce                 |
| awans do II ligi: |        |                               |                            |                            |
| 2016/17           | IV     | Drwęca Nowe Miasto Lubawskie1 | ŁKS Łódź                   | Widzew Łódź                |
| 2017/18           | IV     | Widzew Łódź                   | Lechia Tomaszów Mazowiecki | Sokół Aleksandrów Łódzki   |
| 2018/19           | IV     | Legionovia Legionowo          | Sokół Aleksandrów Łódzki   | Lechia Tomaszów Mazowiecki |
| 2019/202          | IV     | Sokół Ostróda                 | Sokół Aleksandrów Łódzki   | Legia II Warszawa          |
| 2020/21           | IV     | Pogoń Grodzisk Mazowiecki     | Świt Nowy Dwór Mazowiecki  | Legionovia Legionowo       |
| 2021/22           | IV     | Polonia Warszawa              | Legionovia Legionowo       | Świt Nowy Dwór Mazowiecki  |
| 2022/23           | IV     | ŁKS II Łódź                   | Legionovia Legionowo       | Pogoń Grodzisk Mazowiecki  |

Objaśnienia:
1. Po zakończeniu sezonu 2016/2017 Drwęca Nowe Miasto Lubawskie nie otrzymała licencji na grę w II lidze w sezonie 2017/2018, dzięki czemu do II ligi awansował ŁKS Łódź.
2. Decyzją Warmińsko-Mazurskiego Związku Piłki Nożnej z 18 maja 2020 z powodu sytuacji epidemicznej związanej z koronawirusem COVID-19 w Polsce rozgrywki sezonu 2019/2020 zostały zakończone po rozegraniu 19 kolejek.

## Sezon 2022/2023

### Drużyny
W III lidze, grupie I w sezonie 2022/2023 występowało 18 drużyn, które walczyły o miejsce premiowane awansem do II ligi. Trzy ostatnie zespoły spadły do IV ligi.
| Uczestnicy sezonu 2021/2022 | Uczestnicy sezonu 2021/2022 | Uczestnicy sezonu 2021/2022 | Uczestnicy sezonu 2021/2022 |
| --------------------------- | --------------------------- | --------------------------- | --------------------------- |
| LGO                         | Legionovia Legionowo        | 2                           |                             |
| ŚWI                         | Świt Nowy Dwór Mazowiecki   | 3                           |                             |
| LE2                         | Legia II Warszawa           | 4                           |                             |
| BBL                         | Błonianka Błonie            | 5                           |                             |
| LTM                         | Lechia Tomaszów Mazowiecki  | 6                           |                             |
| ŁK2                         | ŁKS II Łódź                 | 7                           |                             |
| URS                         | Ursus Warszawa              | 8                           |                             |
| JA2                         | Jagiellonia II Białystok    | 9                           |                             |
| BRŃ                         | Broń Radom                  | 10                          |                             |
| STR                         | Unia Skierniewice           | 11                          |                             |
| PEL                         | Pelikan Łowicz              | 12                          |                             |
| PIL                         | Pilica Białobrzegi          | 13                          |                             |

| Spadek z II ligi 2021/2022                                                                                    | Spadek z II ligi 2021/2022 | Spadek z II ligi 2021/2022 | Spadek z II ligi 2021/2022 |
| --- | -------------------------- | -------------------------- | -------------------------- |
| PGM | Pogoń Grodzisk Mazowiecki  | 16                         |                            |
| SOS | Sokół Ostróda              | 17                         |                            |
| Awans z IV ligi 2021/2022                                                                                     |                            |                            |                            |
| grupa łódzka                                                                                                  |                            |                            |                            |
| SDZ | Warta Sieradz              | 1                          |                            |
| grupa mazowiecka północna                                                                                     |                            |                            |                            |
| MŁA | Mławianka Mława            | 1                          |                            |
| grupa podlaska                                                                                                |                            |                            |                            |
| ZMB | Olimpia Zambrów            | 1                          |                            |
| grupa warmińsko-mazurska                                                                                      |                            |                            |                            |
| CON | Concordia Elbląg           | 1                          |                            |
| Oznaczenia: - kolumna pierwsza – skróty nazw drużyn, - kolumna trzecia – miejsce zajęte w poprzednim sezonie. |                            |                            |                            |

Objaśnienia:
1. Mławianka Mława, mistrz IV ligi mazowieckiej północnej wygrała swoje mecze barażowe o awans do III ligi z MKS Piaseczno, mistrzem IV ligi mazowieckiej południowej.

### Tabela
| Lp. | Drużyna                    | M | Z | R | P | Bramki | Bramki | Różn. | Pkt | Uwagi             | Bezpośrednio |
| --- | -------------------------- | - | - | - | - | ------ | ------ | ----- | --- | ----------------- | ------------ |
| 1   | Świt Nowy Dwór Mazowiecki  | 4 | 4 | 0 | 0 | 12     | 3      | +9    | 12  | Awans do II ligi  |              |
| 2   | Mławianka Mława            | 4 | 3 | 0 | 1 | 9      | 7      | +2    | 9   |                   |              |
| 3   | Legia II Warszawa          | 4 | 2 | 2 | 0 | 7      | 3      | +4    | 8   |                   |              |
| 4   | Unia Skierniewice          | 4 | 2 | 2 | 0 | 3      | 1      | +2    | 8   |                   |              |
| 5   | Legionovia Legionowo       | 4 | 2 | 1 | 1 | 10     | 7      | +3    | 7   |                   |              |
| 6   | Pelikan Łowicz             | 4 | 2 | 1 | 1 | 7      | 6      | +1    | 7   |                   |              |
| 7   | Jagiellonia II Białystok   | 4 | 2 | 0 | 2 | 12     | 9      | +3    | 6   |                   |              |
| 8   | Pogoń Grodzisk Mazowiecki  | 4 | 1 | 3 | 0 | 7      | 5      | +2    | 6   |                   |              |
| 9   | Broń Radom                 | 4 | 2 | 0 | 2 | 7      | 8      | −1    | 6   |                   |              |
| 10  | Pilica Białobrzegi         | 4 | 1 | 2 | 1 | 8      | 8      | 0     | 5   |                   |              |
| 11  | Olimpia Zambrów            | 4 | 1 | 2 | 1 | 4      | 7      | −3    | 5   |                   |              |
| 12  | ŁKS II Łódź                | 4 | 1 | 1 | 2 | 5      | 5      | 0     | 4   |                   |              |
| 13  | Lechia Tomaszów Mazowiecki | 4 | 1 | 1 | 2 | 6      | 7      | −1    | 4   |                   |              |
| 14  | Błonianka Błonie           | 4 | 1 | 1 | 2 | 3      | 4      | −1    | 4   |                   |              |
| 15  | Ursus Warszawa             | 4 | 1 | 1 | 2 | 6      | 9      | −3    | 4   |                   |              |
| 16  | Warta Sieradz              | 4 | 1 | 0 | 3 | 6      | 10     | −4    | 3   | Spadek do IV ligi |              |
| 17  | Concordia Elbląg           | 4 | 0 | 1 | 3 | 4      | 11     | −7    | 1   | Spadek do IV ligi |              |
| 18  | Sokół Ostróda              | 4 | 0 | 0 | 4 | 6      | 12     | −6    | 0   | Spadek do IV ligi |              |

## Sezon 2021/2022

### Drużyny
W III lidze, grupie I w sezonie 2021/2022 występowało 19 drużyn, które walczyły o miejsce premiowane awansem do II ligi. Cztery ostatnie zespoły spada do IV ligi. Liczba spadkowiczów może zwiększyć się zależnie od liczby drużyn spadających z lig wyższych.
| Uczestnicy sezonu 2020/2021 | Uczestnicy sezonu 2020/2021 | Uczestnicy sezonu 2020/2021 | Uczestnicy sezonu 2020/2021 |
| --------------------------- | --------------------------- | --------------------------- | --------------------------- |
| ŚWI                         | Świt Nowy Dwór Mazowiecki   | 2                           |                             |
| LGO                         | Legionovia Legionowo        | 3                           |                             |
| PWA                         | Polonia Warszawa            | 4                           |                             |
| STR                         | Unia Skierniewice           | 5                           |                             |
| ZBP                         | Znicz Biała Piska           | 6                           |                             |
| LE2                         | Legia II Warszawa           | 7                           |                             |
| JA2                         | Jagiellonia II Białystok    | 8                           |                             |
| KUT                         | KS Kutno                    | 9                           |                             |
| URS                         | Ursus Warszawa              | 10                          |                             |
| BBL                         | Błonianka Błonie            | 11                          |                             |
| LTM                         | Lechia Tomaszów Mazowiecki  | 12                          |                             |
| BRŃ                         | Broń Radom                  | 13                          |                             |
| SOK                         | Sokół Aleksandrów Łódzki    | 14                          |                             |
| PEL                         | Pelikan Łowicz              | 15                          |                             |
| WIK                         | GKS Wikielec                | 161                         |                             |

| Spadek z II ligi 2020/2021                                                                                    | Spadek z II ligi 2020/2021 | Spadek z II ligi 2020/2021 | Spadek z II ligi 2020/2021 |
| --- | -------------------------- | -------------------------- | -------------------------- |
| brak spadkowicza                                                                                              |                            |                            |                            |
| Awans z IV ligi 2020/2021                                                                                     |                            |                            |                            |
| grupa łódzka                                                                                                  |                            |                            |                            |
| ŁK2 | ŁKS II Łódź                | 1                          |                            |
| grupa mazowiecka                                                                                              |                            |                            |                            |
| PIL | Pilica Białobrzegi         | 12                         |                            |
| grupa podlaska                                                                                                |                            |                            |                            |
| WIS | Wissa Szczuczyn            | 1                          |                            |
| grupa warmińsko-mazurska                                                                                      |                            |                            |                            |
| MAM | Mamry Giżycko              | 1                          |                            |
| Oznaczenia: - kolumna pierwsza – skróty nazw drużyn, - kolumna trzecia – miejsce zajęte w poprzednim sezonie. |                            |                            |                            |

Objaśnienia:
1. GKS Wikielec  został dokooptowany do rozgrywek decyzją PZPN.
2. Pilica Białobrzegi, mistrz IV ligi mazowieckiej południowej wygrał swoje mecze barażowe o awans do III ligi z Ząbkovią Ząbki, mistrzem IV ligi mazowieckiej centralnej i Mławianką Mława, mistrzem IV ligi mazowieckiej północnej.

### Tabela
| Lp. | Drużyna                      | M  | Z  | R  | P  | Bramki | Bramki | Różn. | Pkt | Uwagi             | Bezpośrednio                                    |
| --- | ---------------------------- | -- | -- | -- | -- | ------ | ------ | ----- | --- | ----------------- | ----------------------------------------------- |
| 1   | Polonia Warszawa (M) (A)     | 36 | 26 | 3  | 7  | 80     | 27     | +53   | 81  | Awans do II ligi  |                                                 |
| 2   | Legionovia Legionowo         | 36 | 24 | 8  | 4  | 76     | 39     | +37   | 80  |                   |                                                 |
| 3   | Świt Nowy Dwór Mazowiecki    | 36 | 17 | 8  | 11 | 58     | 46     | +12   | 59  |                   |                                                 |
| 4   | Legia II Warszawa            | 36 | 16 | 10 | 10 | 77     | 55     | +22   | 58  |                   |                                                 |
| 5   | Błonianka Błonie             | 36 | 17 | 6  | 13 | 61     | 62     | −1    | 57  |                   |                                                 |
| 6   | Lechia Tomaszów Mazowiecki   | 36 | 16 | 8  | 12 | 63     | 48     | +15   | 56  |                   |                                                 |
| 7   | ŁKS II Łódź                  | 36 | 15 | 9  | 12 | 63     | 52     | +11   | 54  |                   |                                                 |
| 8   | Ursus Warszawa               | 36 | 15 | 8  | 13 | 53     | 63     | −10   | 53  |                   |                                                 |
| 9   | Jagiellonia II Białystok     | 36 | 16 | 4  | 16 | 66     | 58     | +8    | 52  |                   |                                                 |
| 10  | Broń Radom                   | 36 | 15 | 6  | 15 | 48     | 55     | −7    | 51  |                   |                                                 |
| 11  | Unia Skierniewice            | 36 | 15 | 4  | 17 | 60     | 58     | +2    | 49  |                   |                                                 |
| 12  | Pelikan Łowicz               | 36 | 12 | 10 | 14 | 57     | 46     | +11   | 46  |                   |                                                 |
| 13  | Pilica Białobrzegi           | 36 | 13 | 6  | 17 | 57     | 72     | −15   | 45  |                   |                                                 |
| 14  | KS Kutno (S)                 | 36 | 11 | 10 | 15 | 47     | 61     | −14   | 43  | Spadek do IV ligi |                                                 |
| 15  | Mamry Giżycko (S)            | 36 | 13 | 3  | 20 | 40     | 66     | −26   | 42  | Spadek do IV ligi | MAM - 9pkt; 6:4 WIK - 7pkt; 5:4 ZBP - 1pkt; 4:7 |
| 16  | GKS Wikielec (S)             | 36 | 10 | 12 | 14 | 42     | 53     | −11   | 42  | Spadek do IV ligi | MAM - 9pkt; 6:4 WIK - 7pkt; 5:4 ZBP - 1pkt; 4:7 |
| 17  | Znicz Biała Piska (S)        | 36 | 12 | 6  | 18 | 55     | 69     | −14   | 42  | Spadek do IV ligi | MAM - 9pkt; 6:4 WIK - 7pkt; 5:4 ZBP - 1pkt; 4:7 |
| 18  | Sokół Aleksandrów Łódzki (S) | 36 | 5  | 10 | 21 | 36     | 64     | −28   | 25  | Spadek do IV ligi |                                                 |
| 19  | Wissa Szczuczyn (S)          | 36 | 4  | 9  | 23 | 28     | 73     | −45   | 21  | Spadek do IV ligi |                                                 |

### Najlepsi strzelcy
| Bramki | Strzelcy            | Drużyna              |
| ------ | ------------------- | -------------------- |
| 24     | Michał Strzałkowski | Ursus Warszawa       |
| 22     | Kamil Sabiłło       | Unia Skierniewice    |
| 16     | Dawid Dzięgielewski | Legia II Warszawa    |
| 15     | Bartosz Giełażyn    | Znicz Biała Piska    |
| 13     | Maciej Famulak      | Znicz Biała Piska    |
| 13     | Marcin Kacela       | KS Kutno             |
| 13     | Konrad Paterek      | Pilica Białobrzegi   |
| 13     | Dariusz Zjawiński   | Legionovia Legionowo |

## Sezon 2020/2021

### Drużyny
W III lidze, grupie I w sezonie 2020/2021 występowało 22 drużyn, które walczyły o miejsce premiowane awansem do II ligi. Siedem ostatnich zespołów spada do IV ligi. Liczba spadkowiczów może zwiększyć się zależnie od liczby drużyn spadających z lig wyższych.
| Uczestnicy sezonu 2019/2020 | Uczestnicy sezonu 2019/2020 | Uczestnicy sezonu 2019/2020 | Uczestnicy sezonu 2019/2020 |
| --------------------------- | --------------------------- | --------------------------- | --------------------------- |
| SOK                         | Sokół Aleksandrów Łódzki    | 2                           |                             |
| LE2                         | Legia II Warszawa           | 3                           |                             |
| ŚWI                         | Świt Nowy Dwór Mazowiecki   | 4                           |                             |
| PEL                         | Pelikan Łowicz              | 5                           |                             |
| ZBP                         | Znicz Biała Piska           | 6                           |                             |
| HMG                         | Huragan Morąg               | 7                           |                             |
| STR                         | Unia Skierniewice           | 8                           |                             |
| CON                         | Concordia Elbląg            | 9                           |                             |
| BRŃ                         | Broń Radom                  | 10                          |                             |
| RKS                         | RKS Radomsko                | 11                          |                             |
| ZMB                         | Olimpia Zambrów             | 12                          |                             |
| PGM                         | Pogoń Grodzisk Mazowiecki   | 13                          |                             |
| LTM                         | Lechia Tomaszów Mazowiecki  | 14                          |                             |
| URS                         | Ursus Warszawa              | 15                          |                             |
| RWM                         | Ruch Wysokie Mazowieckie    | 16                          |                             |
| PWA                         | Polonia Warszawa            | 17                          |                             |
| WAS                         | KS Wasilków                 | 18                          |                             |

| Spadek z II ligi 2019/2020                                                                                    | Spadek z II ligi 2019/2020 | Spadek z II ligi 2019/2020 | Spadek z II ligi 2019/2020 |
| --- | -------------------------- | -------------------------- | -------------------------- |
| LGO | Legionovia Legionowo       | 17                         |                            |
| Awans z IV ligi 2019/2020                                                                                     |                            |                            |                            |
| grupa łódzka                                                                                                  |                            |                            |                            |
| KUT | KS Kutno                   | 1                          |                            |
| grupa mazowiecka                                                                                              |                            |                            |                            |
| BBL | Błonianka Błonie           | 1                          |                            |
| grupa podlaska                                                                                                |                            |                            |                            |
| JA2 | Jagiellonia II Białystok   | 1                          |                            |
| grupa warmińsko-mazurska                                                                                      |                            |                            |                            |
| WIK | GKS Wikielec               | 1                          |                            |
| Oznaczenia: - kolumna pierwsza – skróty nazw drużyn, - kolumna trzecia – miejsce zajęte w poprzednim sezonie. |                            |                            |                            |

Objaśnienia:
1. Błonianka Błonie, mistrz IV ligi mazowieckiej południowej wygrał swoje mecze barażowe o awans do III ligi z Drukarzem Warszawa, mistrzem IV ligi mazowieckiej północnej.

### Runda I (kwalifikacyjna)

#### Tabela
| Lp. | Drużyna                    | M  | Z  | R | P  | Bramki | Bramki | Różn. | Pkt | Uwagi                               |
| --- | -------------------------- | -- | -- | - | -- | ------ | ------ | ----- | --- | ----------------------------------- |
| 1   | Pogoń Grodzisk Mazowiecki  | 21 | 16 | 1 | 4  | 47     | 17     | +30   | 49  | Kwalifikacja do grupy mistrzowskiej |
| 2   | Legionovia Legionowo       | 21 | 12 | 6 | 3  | 32     | 19     | +13   | 42  | Kwalifikacja do grupy mistrzowskiej |
| 3   | Znicz Biała Piska          | 21 | 11 | 7 | 3  | 39     | 24     | +15   | 40  | Kwalifikacja do grupy mistrzowskiej |
| 4   | Unia Skierniewice          | 21 | 12 | 3 | 6  | 37     | 23     | +14   | 39  | Kwalifikacja do grupy mistrzowskiej |
| 5   | Jagiellonia II Białystok   | 21 | 11 | 5 | 5  | 42     | 26     | +16   | 38  | Kwalifikacja do grupy mistrzowskiej |
| 6   | Świt Nowy Dwór Mazowiecki  | 21 | 11 | 4 | 6  | 38     | 23     | +15   | 37  | Kwalifikacja do grupy mistrzowskiej |
| 7   | Legia II Warszawa          | 21 | 10 | 4 | 7  | 38     | 24     | +14   | 34  | Kwalifikacja do grupy mistrzowskiej |
| 8   | Polonia Warszawa           | 21 | 10 | 4 | 7  | 32     | 22     | +10   | 34  | Kwalifikacja do grupy mistrzowskiej |
| 9   | Pelikan Łowicz             | 21 | 9  | 5 | 7  | 33     | 31     | +2    | 32  | Kwalifikacja do grupy spadkowej     |
| 10  | Sokół Aleksandrów Łódzki   | 21 | 8  | 7 | 6  | 32     | 18     | +14   | 31  | Kwalifikacja do grupy spadkowej     |
| 11  | KS Kutno                   | 21 | 9  | 3 | 9  | 30     | 31     | −1    | 30  | Kwalifikacja do grupy spadkowej     |
| 12  | Błonianka Błonie           | 21 | 9  | 2 | 10 | 39     | 33     | +6    | 29  | Kwalifikacja do grupy spadkowej     |
| 13  | RKS Radomsko               | 21 | 8  | 5 | 8  | 30     | 28     | +2    | 29  | Kwalifikacja do grupy spadkowej     |
| 14  | Concordia Elbląg           | 21 | 6  | 7 | 8  | 23     | 25     | −2    | 25  | Kwalifikacja do grupy spadkowej     |
| 15  | GKS Wikielec               | 21 | 7  | 4 | 10 | 27     | 41     | −14   | 25  | Kwalifikacja do grupy spadkowej     |
| 16  | Broń Radom                 | 21 | 6  | 6 | 9  | 23     | 35     | −12   | 24  | Kwalifikacja do grupy spadkowej     |
| 17  | Lechia Tomaszów Mazowiecki | 21 | 7  | 3 | 11 | 28     | 46     | −18   | 24  | Kwalifikacja do grupy spadkowej     |
| 18  | Ursus Warszawa             | 21 | 6  | 4 | 11 | 28     | 33     | −5    | 22  | Kwalifikacja do grupy spadkowej     |
| 19  | Olimpia Zambrów            | 21 | 5  | 3 | 13 | 28     | 40     | −12   | 18  | Kwalifikacja do grupy spadkowej     |
| 20  | Ruch Wysokie Mazowieckie   | 21 | 3  | 8 | 10 | 20     | 42     | −22   | 17  | Kwalifikacja do grupy spadkowej     |
| 21  | Huragan Morąg              | 21 | 3  | 7 | 11 | 23     | 39     | −16   | 16  | Kwalifikacja do grupy spadkowej     |
| 22  | KS Wasilków                | 21 | 2  | 2 | 17 | 15     | 64     | −49   | 8   | Kwalifikacja do grupy spadkowej     |

### Runda II (finałowa)

#### Tabela
| Lp.               | Drużyna                           | M  | Z  | R  | P  | Bramki | Bramki | Różn. | Pkt | Uwagi             |
| ----------------- | --------------------------------- | -- | -- | -- | -- | ------ | ------ | ----- | --- | ----------------- |
| Grupa mistrzowska |                                   |    |    |    |    |        |        |       |     |                   |
| 1                 | Pogoń Grodzisk Mazowiecki (M) (A) | 35 | 25 | 2  | 8  | 84     | 37     | +47   | 77  | Awans do II ligi  |
| 2                 | Świt Nowy Dwór Mazowiecki         | 35 | 23 | 5  | 7  | 66     | 36     | +30   | 74  |                   |
| 3                 | Legionovia Legionowo              | 35 | 19 | 7  | 9  | 68     | 48     | +20   | 64  |                   |
| 4                 | Polonia Warszawa                  | 35 | 17 | 8  | 10 | 63     | 39     | +24   | 59  |                   |
| 5                 | Znicz Biała Piska1                | 35 | 14 | 10 | 11 | 62     | 61     | +1    | 52  |                   |
| 6                 | Unia Skierniewice1                | 35 | 15 | 7  | 13 | 60     | 50     | +10   | 52  |                   |
| 7                 | Legia II Warszawa                 | 35 | 15 | 6  | 14 | 61     | 54     | +7    | 51  |                   |
| 8                 | Jagiellonia II Białystok          | 35 | 13 | 5  | 17 | 57     | 69     | −12   | 44  |                   |
| Grupa spadkowa    |                                   |    |    |    |    |        |        |       |     |                   |
| 9                 | KS Kutno                          | 34 | 16 | 7  | 11 | 55     | 47     | +8    | 55  |                   |
| 10                | Ursus Warszawa                    | 34 | 15 | 7  | 12 | 53     | 45     | +8    | 52  |                   |
| 11                | Błonianka Błonie2                 | 34 | 15 | 5  | 14 | 65     | 51     | +14   | 50  |                   |
| 12                | Lechia Tomaszów Mazowiecki2       | 34 | 15 | 5  | 14 | 49     | 63     | −14   | 50  |                   |
| 13                | Broń Radom                        | 34 | 14 | 7  | 13 | 46     | 44     | +2    | 49  |                   |
| 14                | Sokół Aleksandrów Łódzki          | 34 | 12 | 12 | 10 | 53     | 31     | +22   | 48  |                   |
| 15                | Pelikan Łowicz                    | 34 | 13 | 8  | 13 | 47     | 46     | +1    | 47  |                   |
| 16                | GKS Wikielec                      | 34 | 13 | 7  | 14 | 50     | 57     | −7    | 46  |                   |
| 17                | Concordia Elbląg (S)              | 34 | 12 | 9  | 13 | 44     | 46     | −2    | 45  | Spadek do IV ligi |
| 18                | RKS Radomsko (S)                  | 34 | 11 | 9  | 14 | 51     | 50     | +1    | 42  | Spadek do IV ligi |
| 19                | Olimpia Zambrów (S)               | 34 | 12 | 4  | 18 | 51     | 59     | −8    | 40  | Spadek do IV ligi |
| 20                | Ruch Wysokie Mazowieckie (S)      | 34 | 4  | 11 | 19 | 32     | 71     | −39   | 23  | Spadek do IV ligi |
| 21                | Huragan Morąg (S)                 | 34 | 4  | 10 | 20 | 39     | 76     | −37   | 22  | Spadek do IV ligi |
| 22                | KS Wasilków (S)                   | 34 | 4  | 3  | 27 | 21     | 97     | −76   | 15  | Spadek do IV ligi |

Źródło: 90minut 
Oznaczenia: (M) – tytuł mistrzowski, (A) – awans, (S) – spadek.
Zasady ustalania kolejności: 1. liczba zdobytych punktów; 2. różnica zdobytych bramek; 3. większa liczba zdobytych bramek. 
Objaśnienia:
Liczba spadkowiczów może zwiększyć się zależnie od liczby drużyn spadających z lig wyższych.
1Po rundzie zasadniczej Znicz Biała Piska zdobył więcej punktów niż Unia Skierniewice, dlatego zajął wyższą pozycję w rundzie finałowej.

### Najlepsi strzelcy
| Bramki | Strzelcy           | Drużyna                   |
| ------ | ------------------ | ------------------------- |
| 27     | Bartosz Giełażyn   | Znicz Biała Piska         |
| 27     | Kamil Zalewski     | Olimpia Zambrów           |
| 22     | Arkadiusz Ciach    | Świt Nowy Dwór Mazowiecki |
| 19     | Szymon Sołtysiński | Sokół Aleksandrów Łódzki  |
| 19     | Andrzej Trubeha    | Legionovia Legionowo      |
| 18     | Jakub Bojas        | Concordia Elbląg          |
| 18     | Marcin Gregorowicz | Błonianka Błonie          |
| 18     | Michał Jankowski   | GKS Wikielec              |
| 18     | Damian Warchoł     | Legia II Warszawa         |
| 16     | Michał Wrzesiński  | Pogoń Grodzisk Mazowiecki |

## Sezon 2019/2020

### Drużyny
W III lidze, grupie I w sezonie 2019/2020 występowało 18 drużyn, które walczyły o miejsce premiowane awansem do II ligi. Trzy ostatnie zespoły spada do IV ligi. Liczba spadkowiczów może zwiększyć się zależnie od liczby drużyn spadających z lig wyższych.
| Uczestnicy sezonu 2018/2019 | Uczestnicy sezonu 2018/2019 | Uczestnicy sezonu 2018/2019 | Uczestnicy sezonu 2018/2019 |
| --------------------------- | --------------------------- | --------------------------- | --------------------------- |
| SOK                         | Sokół Aleksandrów Łódzki    | 2                           |                             |
| LTM                         | Lechia Tomaszów Mazowiecki  | 3                           |                             |
| STR                         | Unia Skierniewice           | 4                           |                             |
| SOS                         | Sokół Ostróda               | 5                           |                             |
| PWA                         | Polonia Warszawa            | 6                           |                             |
| ZMB                         | Olimpia Zambrów             | 7                           |                             |
| LE2                         | Legia II Warszawa           | 8                           |                             |
| PEL                         | Pelikan Łowicz              | 9                           |                             |
| ZBP                         | Znicz Biała Piska           | 10                          |                             |
| BRŃ                         | Broń Radom                  | 11                          |                             |
| ŚWI                         | Świt Nowy Dwór Mazowiecki   | 12                          |                             |
| URS                         | Ursus Warszawa              | 13                          |                             |
| HMG                         | Huragan Morąg               | 14                          |                             |
| RWM                         | Ruch Wysokie Mazowieckie    | 15                          |                             |

| Spadek z II ligi 2018/2019                                                                                    | Spadek z II ligi 2018/2019 | Spadek z II ligi 2018/2019 | Spadek z II ligi 2018/2019 |
| --- | -------------------------- | -------------------------- | -------------------------- |
| brak spadkowicza                                                                                              |                            |                            |                            |
| Awans z IV ligi 2018/2019                                                                                     |                            |                            |                            |
| grupa łódzka                                                                                                  |                            |                            |                            |
| RKS | RKS Radomsko               | 1                          |                            |
| grupa mazowiecka                                                                                              |                            |                            |                            |
| PGM | Pogoń Grodzisk Mazowiecki  | 1                          |                            |
| grupa podlaska                                                                                                |                            |                            |                            |
| WAS | KS Wasilków                | 1                          |                            |
| grupa warmińsko-mazurska                                                                                      |                            |                            |                            |
| CON | Concordia Elbląg           | 1                          |                            |
| Oznaczenia: - kolumna pierwsza – skróty nazw drużyn, - kolumna trzecia – miejsce zajęte w poprzednim sezonie. |                            |                            |                            |

Objaśnienia:
1. Pogoń Grodzisk Mazowiecki, mistrz IV ligi mazowieckiej południowej wygrał swoje mecze barażowe o awans do III ligi z Huraganem Wołomin, mistrzem IV ligi mazowieckiej północnej.

### Tabela
| Lp. | Drużyna                    | M  | Z  | R | P  | Bramki | Bramki | Różn. | Pkt | Uwagi                       | Bezpośrednio                |
| --- | -------------------------- | -- | -- | - | -- | ------ | ------ | ----- | --- | --------------------------- | --------------------------- |
| 1   | Sokół Ostróda (M) (A)      | 18 | 11 | 4 | 3  | 38     | 19     | +19   | 37  | Awans do II ligi            |                             |
| 2   | Sokół Aleksandrów Łódzki   | 19 | 10 | 6 | 3  | 37     | 22     | +15   | 36  |                             | SOK – LE2 1:1 LE2 – SOK -:- |
| 3   | Legia II Warszawa          | 18 | 10 | 6 | 2  | 30     | 17     | +13   | 36  |                             | SOK – LE2 1:1 LE2 – SOK -:- |
| 4   | Świt Nowy Dwór Mazowiecki  | 19 | 9  | 6 | 4  | 32     | 20     | +12   | 33  |                             |                             |
| 5   | Pelikan Łowicz             | 19 | 10 | 2 | 7  | 37     | 26     | +11   | 32  | PEL – ZBP 2:4 ZBP – PEL -:- |                             |
| 6   | Znicz Biała Piska          | 19 | 9  | 5 | 5  | 33     | 24     | +9    | 32  | PEL – ZBP 2:4 ZBP – PEL -:- |                             |
| 7   | Huragan Morąg              | 19 | 8  | 6 | 5  | 26     | 21     | +5    | 30  |                             |                             |
| 8   | Unia Skierniewice          | 19 | 9  | 1 | 9  | 33     | 39     | −6    | 28  |                             |                             |
| 9   | Concordia Elbląg           | 19 | 7  | 6 | 6  | 23     | 25     | −2    | 27  |                             |                             |
| 10  | Broń Radom                 | 19 | 7  | 5 | 7  | 31     | 39     | −8    | 26  |                             |                             |
| 11  | RKS Radomsko               | 19 | 7  | 3 | 9  | 26     | 28     | −2    | 24  |                             |                             |
| 12  | Olimpia Zambrów            | 19 | 6  | 5 | 8  | 31     | 35     | −4    | 23  |                             |                             |
| 13  | Pogoń Grodzisk Mazowiecki  | 19 | 6  | 3 | 10 | 31     | 35     | −4    | 21  |                             |                             |
| 14  | Lechia Tomaszów Mazowiecki | 19 | 5  | 5 | 9  | 23     | 32     | −9    | 20  |                             |                             |
| 15  | Ursus Warszawa             | 19 | 4  | 7 | 8  | 17     | 21     | −4    | 19  |                             |                             |
| 16  | Ruch Wysokie Mazowieckie   | 19 | 3  | 8 | 8  | 23     | 31     | −8    | 17  | RWM – PWA -:- PWA – RWM 0:2 |                             |
| 17  | Polonia Warszawa           | 19 | 4  | 5 | 10 | 16     | 28     | −12   | 17  | RWM – PWA -:- PWA – RWM 0:2 |                             |
| 18  | KS Wasilków                | 19 | 2  | 3 | 14 | 12     | 44     | −32   | 9   |                             |                             |

Źródło: wnzpn.pl 
Oznaczenia: (M) – tytuł mistrzowski, (A) – awans, (S) – spadek.
Zasady ustalania kolejności: 1. liczba zdobytych punktów; 2. różnica zdobytych bramek; 3. większa liczba zdobytych bramek. 
Objaśnienia:
W związku z pandemią koronawirusa Zarząd Warmińsko-Mazurskiego Związku Piłki Nożnej w Olsztynie uchwałą z dnia 18 maja 2020 roku podjął decyzję o zakończeniu sezonu rozgrywkowego 2019/2020. Kolejność drużyn w tabeli po rozegraniu 19 kolejek meczów przyjęta została jako końcowa kolejność rozgrywek w sezonie 2019/2020.
- Zgodnie z powyższą uchwałą podjęto również decyzję, że z III ligi do IV ligi nie spadnie żadna drużyna.
- Mecz 17. kolejki Sokół Ostróda - Legia II Warszawa przełożony na wiosnę – 1 kwietnia 2020 został odwołany z powodu zagrożenia epidemicznego.

### Najlepsi strzelcy
| Bramki | Strzelcy           | Drużyna                                    |
| ------ | ------------------ | ------------------------------------------ |
| 18     | Damian Warchoł     | Pelikan Łowicz (17), Legia II Warszawa (1) |
| 17     | Bartłomiej Maćczak | Sokół Aleksandrów Łódzki                   |
| 14     | Rafał Maciejewski  | Świt Nowy Dwór Mazowiecki                  |
| 12     | Kamil Zalewski     | Olimpia Zambrów                            |
| 10     | Patryk Szymański   | Pogoń Grodzisk Mazowiecki                  |

## Sezon 2018/2019

### Drużyny
W III lidze, grupie I w sezonie 2018/2019 występowało 18 drużyn, które walczyły o miejsce premiowane awansem do II ligi. Trzy ostatnie zespoły spada do IV ligi. Liczba spadkowiczów może zwiększyć się zależnie od liczby drużyn spadających z lig wyższych.
| Uczestnicy sezonu 2017/2018 | Uczestnicy sezonu 2017/2018 | Uczestnicy sezonu 2017/2018 | Uczestnicy sezonu 2017/2018 |
| --------------------------- | --------------------------- | --------------------------- | --------------------------- |
| LTM                         | Lechia Tomaszów Mazowiecki  | 2                           |                             |
| SOK                         | Sokół Aleksandrów Łódzki    | 3                           |                             |
| PWA                         | Polonia Warszawa            | 4                           |                             |
| ZMB                         | Olimpia Zambrów             | 5                           |                             |
| HMG                         | Huragan Morąg               | 6                           |                             |
| URS                         | Ursus Warszawa              | 7                           |                             |
| ŚWI                         | Świt Nowy Dwór Mazowiecki   | 8                           |                             |
| SUL                         | Victoria Sulejówek          | 9                           |                             |
| ŁOM                         | ŁKS 1926 Łomża              | 10                          |                             |
| PEL                         | Pelikan Łowicz              | 11                          |                             |
| MEŁ                         | MKS Ełk                     | 131                         |                             |
| SOS                         | Sokół Ostróda               | 14                          |                             |
| LE2                         | Legia II Warszawa           | 152                         |                             |

| Spadek z II ligi 2017/2018                                                                                    | Spadek z II ligi 2017/2018 | Spadek z II ligi 2017/2018 | Spadek z II ligi 2017/2018 |
| --- | -------------------------- | -------------------------- | -------------------------- |
| LGO | Legionovia Legionowo       | 18                         |                            |
| Awans z IV ligi 2017/2018                                                                                     |                            |                            |                            |
| grupa łódzka                                                                                                  |                            |                            |                            |
| STR | Unia Skierniewice          | 1                          |                            |
| grupa mazowiecka                                                                                              |                            |                            |                            |
| BRŃ | Broń Radom                 | 13                         |                            |
| grupa podlaska                                                                                                |                            |                            |                            |
| RWM | Ruch Wysokie Mazowieckie   | 1                          |                            |
| grupa warmińsko-mazurska                                                                                      |                            |                            |                            |
| ZBP | Znicz Biała Piska          | 1                          |                            |
| Oznaczenia: - kolumna pierwsza – skróty nazw drużyn, - kolumna trzecia – miejsce zajęte w poprzednim sezonie. |                            |                            |                            |

Objaśnienia:
1. MKS Ełk od 14 grudnia 2018 r. występuje pod nazwą Mazur Ełk.
2. Drwęca Nowe Miasto Lubawskie nie otrzymała licencji na grę w III lidze w sezonie 2018/2019 i została zdegradowana do IV ligi, w związku z czym dodatkowo w III lidze utrzymała się Legia II Warszawa.
3. Broń Radom, mistrz IV ligi mazowieckiej południowej wygrał swoje mecze barażowe o awans do III ligi z Mazovią Mińsk Mazowiecki, mistrzem IV ligi mazowieckiej północnej.

### Tabela
| Lp. | Drużyna                      | M  | Z  | R  | P  | Bramki | Bramki | Różn. | Pkt | Uwagi                       | Bezpośrednio |
| --- | ---------------------------- | -- | -- | -- | -- | ------ | ------ | ----- | --- | --------------------------- | ------------ |
| 1   | Legionovia Legionowo (M) (A) | 34 | 25 | 4  | 5  | 87     | 35     | +52   | 79  | Awans do II ligi            |              |
| 2   | Sokół Aleksandrów Łódzki     | 34 | 22 | 8  | 4  | 61     | 26     | +35   | 74  |                             |              |
| 3   | Lechia Tomaszów Mazowiecki   | 34 | 19 | 7  | 8  | 64     | 48     | +16   | 64  |                             |              |
| 4   | Unia Skierniewice            | 34 | 20 | 3  | 11 | 56     | 29     | +27   | 63  |                             |              |
| 5   | Sokół Ostróda                | 34 | 16 | 8  | 10 | 54     | 52     | +2    | 56  |                             |              |
| 6   | Polonia Warszawa             | 34 | 16 | 7  | 11 | 59     | 42     | +17   | 55  |                             |              |
| 7   | Olimpia Zambrów              | 34 | 13 | 13 | 8  | 66     | 52     | +14   | 52  | ZMB – LE2 2:2 LE2 – ZMB 0:4 |              |
| 8   | Legia II Warszawa            | 34 | 14 | 10 | 10 | 51     | 44     | +7    | 52  | ZMB – LE2 2:2 LE2 – ZMB 0:4 |              |
| 9   | Pelikan Łowicz               | 34 | 12 | 9  | 13 | 46     | 51     | −5    | 45  |                             |              |
| 10  | Znicz Biała Piska            | 34 | 12 | 8  | 14 | 51     | 59     | −8    | 44  |                             |              |
| 11  | Broń Radom                   | 34 | 12 | 7  | 15 | 57     | 64     | −7    | 43  |                             |              |
| 12  | Świt Nowy Dwór Mazowiecki    | 34 | 12 | 6  | 16 | 59     | 52     | +7    | 42  |                             |              |
| 13  | Ursus Warszawa               | 34 | 10 | 9  | 15 | 51     | 60     | −9    | 39  |                             |              |
| 14  | Huragan Morąg                | 34 | 9  | 9  | 16 | 53     | 68     | −15   | 36  | HMG – RWM 2:1 RWM – HMG 2:4 |              |
| 15  | Ruch Wysokie Mazowieckie     | 34 | 10 | 6  | 18 | 45     | 70     | −25   | 36  | HMG – RWM 2:1 RWM – HMG 2:4 |              |
| 16  | Mazur Ełk1 (S)               | 34 | 8  | 8  | 18 | 37     | 59     | −22   | 32  | Spadek do IV ligi           |              |
| 17  | Victoria Sulejówek (S)       | 34 | 6  | 11 | 17 | 43     | 67     | −24   | 29  | Spadek do IV ligi           |              |
| 18  | ŁKS 1926 Łomża (S)           | 34 | 2  | 3  | 29 | 25     | 85     | −60   | 9   | Spadek do IV ligi           |              |

### Najlepsi strzelcy
| Bramki | Strzelcy          | Drużyna                  |
| ------ | ----------------- | ------------------------ |
| 31     | Krystian Pieczara | Polonia Warszawa         |
| 26     | Piotr Krawczyk    | Legionovia Legionowo     |
| 24     | Kamil Zalewski    | Olimpia Zambrów          |
| 17     | Dawid Cempa       | Sokół Aleksandrów Łódzki |
| 17     | Wojciech Wocial   | Victoria Sulejówek       |
| 15     | João Criciúma     | Huragan Morąg            |

## Sezon 2017/2018

### Drużyny
W III lidze, grupie I w sezonie 2017/2018 występowało 18 drużyn, które walczyły o miejsce premiowane awansem do II ligi. Trzy ostatnie zespoły spada do IV ligi. Liczba spadkowiczów może zwiększyć się zależnie od liczby drużyn spadających z lig wyższych.
| Uczestnicy sezonu 2016/2017 | Uczestnicy sezonu 2016/2017  | Uczestnicy sezonu 2016/2017 | Uczestnicy sezonu 2016/2017 |
| --------------------------- | ---------------------------- | --------------------------- | --------------------------- |
| DRW                         | Drwęca Nowe Miasto Lubawskie | 1                           |                             |
| WID                         | Widzew Łódź                  | 3                           |                             |
| ŚWI                         | Świt Nowy Dwór Mazowiecki    | 4                           |                             |
| LTM                         | Lechia Tomaszów Mazowiecki   | 5                           |                             |
| SOS                         | Sokół Ostróda                | 6                           |                             |
| PEL                         | Pelikan Łowicz               | 7                           |                             |
| LE2                         | Legia II Warszawa            | 8                           |                             |
| SOK                         | Sokół Aleksandrów Łódzki     | 9                           |                             |
| ŁOM                         | ŁKS 1926 Łomża               | 10                          |                             |
| MEŁ                         | MKS Ełk                      | 11                          |                             |
| HMG                         | Huragan Morąg                | 12                          |                             |
| URS                         | Ursus Warszawa               | 13                          |                             |

| Spadek z I ligi 2016/2017                                                                                     | Spadek z I ligi 2016/2017 | Spadek z I ligi 2016/2017 | Spadek z I ligi 2016/2017 |
| --- | ------------------------- | ------------------------- | ------------------------- |
| PWA | Polonia Warszawa          | 15                        |                           |
| ZMB | Olimpia Zambrów           | 17                        |                           |
| Awans z IV ligi 2016/2017                                                                                     |                           |                           |                           |
| grupa łódzka                                                                                                  |                           |                           |                           |
| SDZ | Warta Sieradz             | 1                         |                           |
| grupa mazowiecka                                                                                              |                           |                           |                           |
| SUL | Victoria Sulejówek        | 12                        |                           |
| grupa podlaska                                                                                                |                           |                           |                           |
| TBP | Tur Bielsk Podlaski       | 1                         |                           |
| grupa warmińsko-mazurska                                                                                      |                           |                           |                           |
| WIK | GKS Wikielec              | 1                         |                           |
| Oznaczenia: - kolumna pierwsza – skróty nazw drużyn, - kolumna trzecia – miejsce zajęte w poprzednim sezonie. |                           |                           |                           |

Objaśnienia:
1. Drwęca Nowe Miasto Lubawskie nie otrzymała licencji na grę w II lidze w sezonie 2017/2018 oraz zrezygnowała z odwoływania się od decyzji Komisji Licencyjnej PZPN, w związku z czym do II ligi awansował z 2. miejsca ŁKS Łódź.
2. Victoria Sulejówek, mistrz IV ligi mazowieckiej południowej wygrał swoje mecze barażowe o awans do III ligi z Pogonią Grodzisk Mazowiecki, mistrzem IV ligi mazowieckiej północnej.

### Tabela
| Lp. | Drużyna                           | M  | Z  | R  | P  | Bramki | Bramki | Różn. | Pkt | Uwagi             | Bezpośrednio                |
| --- | --------------------------------- | -- | -- | -- | -- | ------ | ------ | ----- | --- | ----------------- | --------------------------- |
| 1   | Widzew Łódź (M) (A)               | 34 | 22 | 8  | 4  | 63     | 25     | +38   | 74  | Awans do II ligi  | WID – LTM 0:0 LTM – WID 1:2 |
| 2   | Lechia Tomaszów Mazowiecki        | 34 | 23 | 5  | 6  | 74     | 33     | +41   | 74  |                   | WID – LTM 0:0 LTM – WID 1:2 |
| 3   | Sokół Aleksandrów Łódzki          | 34 | 19 | 9  | 6  | 64     | 37     | +27   | 66  |                   |                             |
| 4   | Polonia Warszawa                  | 34 | 17 | 11 | 6  | 63     | 37     | +26   | 62  |                   |                             |
| 5   | Olimpia Zambrów                   | 34 | 18 | 2  | 14 | 60     | 54     | +6    | 56  |                   |                             |
| 6   | Huragan Morąg                     | 34 | 16 | 6  | 12 | 50     | 38     | +12   | 54  |                   |                             |
| 7   | Ursus Warszawa                    | 34 | 15 | 8  | 11 | 51     | 46     | +5    | 53  |                   |                             |
| 8   | Świt Nowy Dwór Mazowiecki         | 34 | 14 | 7  | 13 | 58     | 52     | +6    | 49  |                   |                             |
| 9   | Victoria Sulejówek                | 34 | 13 | 9  | 12 | 53     | 57     | −4    | 48  |                   |                             |
| 10  | ŁKS 1926 Łomża                    | 34 | 12 | 9  | 13 | 41     | 46     | −5    | 45  |                   |                             |
| 11  | Pelikan Łowicz                    | 34 | 13 | 4  | 17 | 63     | 63     | 0     | 43  |                   |                             |
| 12  | Drwęca Nowe Miasto Lubawskie1 (S) | 34 | 11 | 9  | 14 | 40     | 54     | −14   | 42  | Spadek do IV ligi |                             |
| 13  | MKS Ełk                           | 34 | 10 | 9  | 15 | 35     | 42     | −7    | 39  |                   | MEŁ – SOS 1:1 SOS – MEŁ 0:2 |
| 14  | Sokół Ostróda                     | 34 | 10 | 9  | 15 | 40     | 48     | −8    | 39  |                   | MEŁ – SOS 1:1 SOS – MEŁ 0:2 |
| 15  | Legia II Warszawa                 | 34 | 11 | 5  | 18 | 52     | 52     | 0     | 38  |                   |                             |
| 16  | Warta Sieradz (S)                 | 34 | 6  | 9  | 19 | 35     | 59     | −24   | 27  | Spadek do IV ligi |                             |
| 17  | Tur Bielsk Podlaski (S)           | 34 | 6  | 7  | 21 | 33     | 79     | −46   | 25  | Spadek do IV ligi |                             |
| 18  | GKS Wikielec (S)                  | 34 | 4  | 6  | 24 | 29     | 82     | −53   | 18  | Spadek do IV ligi |                             |

### Najlepsi strzelcy
| Bramki | Strzelcy          | Drużyna                                 |
| ------ | ----------------- | --------------------------------------- |
| 22     | Wojciech Wocial   | Victoria Sulejówek                      |
| 18     | João Criciúma     | Huragan Morąg                           |
| 18     | Tomasz Płonka     | Lechia Tomaszów Mazowiecki              |
| 18     | Kamil Zalewski    | Sokół Ostróda (4), Olimpia Zambrów (14) |
| 18     | Kamil Żylski      | Sokół Aleksandrów Łódzki                |
| 15     | Kamil Jackiewicz  | Olimpia Zambrów                         |
| 14     | Mariusz Gabrych   | Świt Nowy Dwór Mazowiecki               |
| 14     | Robert Kowalczyk  | Pelikan Łowicz                          |
| 14     | Krystian Pieczara | Polonia Warszawa                        |
| 13     | Marcin Kozłowski  | Świt Nowy Dwór Mazowiecki               |
| 13     | Michał Wrzesiński | Pelikan Łowicz                          |

## Sezon 2016/2017

### Drużyny
W III lidze, grupie I w sezonie 2016/2017 występowało 18 drużyn, które walczyły o miejsce premiowane awansem do II ligi. Trzy ostatnie zespoły spada do IV ligi. Liczba spadkowiczów może zwiększyć się zależnie od liczby drużyn spadających z lig wyższych.
| Uczestnicy sezonu 2015/2016       | Uczestnicy sezonu 2015/2016  | Uczestnicy sezonu 2015/2016 | Uczestnicy sezonu 2015/2016 |
| --------------------------------- | ---------------------------- | --------------------------- | --------------------------- |
| grupa łódzko-mazowiecka           |                              |                             |                             |
| URS                               | Ursus Warszawa               | 2                           |                             |
| SOK                               | Sokół Aleksandrów Łódzki     | 3                           |                             |
| LTM                               | Lechia Tomaszów Mazowiecki   | 4                           |                             |
| LE2                               | Legia II Warszawa            | 5                           |                             |
| ŁKS                               | ŁKS Łódź                     | 6                           |                             |
| PEL                               | Pelikan Łowicz               | 7                           |                             |
| ŚWI                               | Świt Nowy Dwór Mazowiecki    | 8                           |                             |
| grupa podlasko-warmińsko-mazurska |                              |                             |                             |
| HMG                               | Huragan Morąg                | 2                           |                             |
| MEŁ                               | MKS Ełk                      | 3                           |                             |
| DRW                               | Drwęca Nowe Miasto Lubawskie | 4                           |                             |
| ŁOM                               | ŁKS 1926 Łomża               | 5                           |                             |
| SOS                               | Sokół Ostróda                | 6                           |                             |
| JA2                               | Jagiellonia II Białystok     | 7                           |                             |
| CON                               | Concordia Elbląg             | 8                           |                             |

| Spadek z II ligi 2015/2016                                                                                    | Spadek z II ligi 2015/2016 | Spadek z II ligi 2015/2016 | Spadek z II ligi 2015/2016 |
| --- | -------------------------- | -------------------------- | -------------------------- |
| brak spadkowicza                                                                                              |                            |                            |                            |
| Awans z IV ligi 2015/2016                                                                                     |                            |                            |                            |
| grupa łódzka                                                                                                  |                            |                            |                            |
| WID | Widzew Łódź                | 1                          |                            |
| grupa mazowiecka                                                                                              |                            |                            |                            |
| HWO | Huragan Wołomin            | 1                          |                            |
| grupa podlaska                                                                                                |                            |                            |                            |
| RWM | Ruch Wysokie Mazowieckie   | 1                          |                            |
| grupa warmińsko-mazurska                                                                                      |                            |                            |                            |
| MOL | Motor Lubawa               | 1                          |                            |
| Oznaczenia: - kolumna pierwsza – skróty nazw drużyn, - kolumna trzecia – miejsce zajęte w poprzednim sezonie. |                            |                            |                            |

Objaśnienia:
1. Huragan Wołomin, mistrz IV ligi mazowieckiej północnej wygrał swoje mecze barażowe o awans do III ligi z Victorią Sulejówek, mistrzem IV ligi mazowieckiej południowej.

### Tabela
| Lp. | Drużyna                          | M  | Z  | R  | P  | Bramki | Bramki | Różn. | Pkt | Uwagi                       | Bezpośrednio |
| --- | -------------------------------- | -- | -- | -- | -- | ------ | ------ | ----- | --- | --------------------------- | ------------ |
| 1   | Drwęca Nowe Miasto Lubawskie (M) | 34 | 23 | 6  | 5  | 80     | 30     | +50   | 75  |                             |              |
| 2   | ŁKS Łódź (A)                     | 34 | 21 | 10 | 3  | 60     | 13     | +47   | 73  | Awans do II ligi1           |              |
| 3   | Widzew Łódź                      | 34 | 19 | 9  | 6  | 57     | 34     | +23   | 66  |                             |              |
| 4   | Świt Nowy Dwór Mazowiecki        | 34 | 17 | 11 | 6  | 61     | 32     | +29   | 62  |                             |              |
| 5   | Lechia Tomaszów Mazowiecki       | 34 | 15 | 10 | 9  | 59     | 37     | +22   | 55  |                             |              |
| 6   | Sokół Ostróda                    | 34 | 15 | 9  | 10 | 53     | 39     | +14   | 54  |                             |              |
| 7   | Pelikan Łowicz                   | 34 | 16 | 5  | 13 | 50     | 39     | +11   | 53  | PEL – LE2 4:0 LE2 – PEL 2:1 |              |
| 8   | Legia II Warszawa                | 34 | 16 | 5  | 13 | 58     | 51     | +7    | 53  | PEL – LE2 4:0 LE2 – PEL 2:1 |              |
| 9   | Sokół Aleksandrów Łódzki         | 34 | 13 | 10 | 11 | 46     | 34     | +12   | 49  |                             |              |
| 10  | ŁKS 1926 Łomża                   | 34 | 12 | 10 | 12 | 37     | 34     | +3    | 46  |                             |              |
| 11  | MKS Ełk                          | 34 | 13 | 5  | 16 | 45     | 51     | −6    | 44  |                             |              |
| 12  | Huragan Morąg                    | 34 | 12 | 7  | 15 | 43     | 39     | +4    | 43  |                             |              |
| 13  | Ursus Warszawa                   | 34 | 12 | 6  | 16 | 43     | 44     | −1    | 42  |                             |              |
| 14  | Jagiellonia II Białystok2 (S)    | 34 | 10 | 10 | 14 | 34     | 50     | −16   | 40  | Drużyna wycofana            |              |
| 15  | Concordia Elbląg3 (S)            | 34 | 11 | 9  | 14 | 59     | 57     | +2    | 39  | Spadek do IV ligi           |              |
| 16  | Huragan Wołomin (S)              | 34 | 7  | 4  | 23 | 27     | 84     | −57   | 25  | Spadek do IV ligi           |              |
| 17  | Ruch Wysokie Mazowieckie (S)     | 34 | 4  | 9  | 21 | 26     | 69     | −43   | 21  | Spadek do IV ligi           |              |
| 18  | Motor Lubawa (S)                 | 34 | 0  | 5  | 29 | 15     | 108    | −93   | 5   | Spadek do IV ligi           |              |

### Najlepsi strzelcy
| Bramki | Strzelcy         | Drużyna                      |
| ------ | ---------------- | ---------------------------- |
| 21     | Daniel Świderski | MKS Ełk                      |
| 19     | Jewhen Radionow  | ŁKS Łódź                     |
| 18     | Michał Miller    | Drwęca Nowe Miasto Lubawskie |
| 17     | Daniel Mąka      | Widzew Łódź                  |
| 16     | Robert Hirsz     | Sokół Ostróda                |